# Konstantinos Mitsotakis
Konstantinos Mitsotakis (født 18. oktober 1918 - 29. maj 2017) var en græsk politiker, der var Grækenlands premierminister fra 1990-1993.
1. ↑  Navnet er anført på engelsk og stammer fra Wikidata hvor navnet endnu ikke findes på dansk.
2. ↑  Navnet er anført på engelsk og stammer fra Wikidata hvor navnet endnu ikke findes på dansk.